# Hinojosa de Duero
Hinojosa de Duero è un comune spagnolo di 814 abitanti situato nella comunità autonoma di Castiglia e León.